# Aitejaure (Jokkmokks socken, Lappland, 740693-170557)
Aitejaure är en sjö i Jokkmokks kommun i Lappland och ingår i Luleälvens huvudavrinningsområde. Sjön har en area på 0,132 kvadratkilometer och ligger 346 meter över havet. Aitejaure ligger i Kaltisbäcken Natura 2000-område.

## Delavrinningsområde
Aitejaure ingår i det delavrinningsområde (740734-170271) som SMHI kallar för Mynnar i Luleälven. Medelhöjden är 334 meter över havet och ytan är 15,66 kvadratkilometer. Räknas de 8 avrinningsområdena uppströms in blir den ackumulerade arean 90,69 kvadratkilometer. Kaltisbäcken som avvattnar avrinningsområdet har biflödesordning 2, vilket innebär att vattnet flödar genom totalt 2 vattendrag innan det når havet efter 163 kilometer. Avrinningsområdet består mestadels av skog (85 procent). Avrinningsområdet har 0,13 kvadratkilometer vattenytor vilket ger det en sjöprocent på 0,8 procent.